# The Crucial Test (film 1916)
The Crucial Test è un film muto del 1916 diretto da John Ince e Robert Thornby. Il regista John Ince lasciò a metà il film che venne finito da Robert Thorny.

## Trama
Il malvagio granduca Bagroff si infatua di Tanya anche se quest'ultima è innamorata dell'artista americano Vance Holden. Quando Boris, il fratello di Tanya dichiara alla sorella di avere intenzione di uccidere Bagroff spinto dai suoi ideali rivoluzionari, Tanya accetta di aiutarlo. Ma, il piano viene sventato e i due fratelli vengono catturati. Riescono però a fuggire, rifugiandosi a Parigi dove Tanya ritrova l'amato Vance. Il granduca ricatta la giovane, offrendole di lanciare la carriera artistica di Vance se lei accetterà di diventare la sua amante. Tanya accondiscende e Vance Holden diventa un artista di grande successo. Al momento di pagare il suo debito con Bagroff, Tanya viene salvata in extremis dall'intervento di Boris che uccide finalmente il granduca, consentendo alla sorella di tornare dal suo artista.

## Produzione
Il film fu prodotto dalla Paragon Films; durante la lavorazione, era indicato con il titolo The Eternal Sacrifice.
Alcune fonti riportano come interprete del "conte Nicolai" Adolphe Menjou, mentre il World Film News, un giornale pubblicitario che riprendeva i dati del copyright, accredita nel ruolo Adolph Parianni.

## Distribuzione
Distribuito dalla World Film, il film - presentato da William A. Brady - uscì nelle sale cinematografiche statunitensi il 3 luglio 1916.